# Yohannes Haile-Selassie
Yohannes Haile-Selassie Ambaye (Adigrat, Tigray Region, 23 de fevereiro de 1961) é um paleoantropólogo etíope. Autoridade em hominídeos pré-Homo sapiens, ele concentra sua atenção nos vales do Rift do Leste da África e no Oriente Médio.

## Biografia
Yohannes começou seu ensino superior na Universidade de Adis Abeba, em Adis Abeba, graduando-se no verão de 1982 com um diploma de bacharel em História. Seu primeiro trabalho foi no Centro de Pesquisa e Conservação do Patrimônio Cultural em Addis Abeba.
Sua pós-graduação começou na Universidade da Califórnia, Berkeley, onde Yohannes foi orientado por Tim White e obteve um mestrado em Antropologia em 1995 e um doutorado. em Biologia Integrativa em 2001. Em 2002, tornou-se Curador e Chefe do Departamento de Antropologia Física do Museu de História Natural de Cleveland, em Cleveland, Ohio, onde trabalha atualmente. Ele atua como Professor Adjunto de Antropologia e Anatomia na Case Western Reserve University e como Professor Associado Adjunto no Instituto de Paleoambiente e Conservação do Patrimônio, Universidade de Mekelle. 
Yohannes é bem conhecido no campo da paleoantropologia por ter um dom para detectar fósseis, com sua primeira expedição de caça a fósseis (White's Middle Awash Project) ocorrendo em 1990. Ele foi instrumental nas descobertas do espécime tipo (principal fóssil de referência) para Australopithecus garhi e Ardipithecus kadabba (ambos descobertos em 1997), e também encontrou espécimes fósseis de Ardipithecus ramidus, Australopithecus afarensis e espécies de Homo, incluindo Homo erectus, assim como o Homo sapiens. Desde 2004, ele lidera escavações no Mille woreda da Região Afar da Etiópia (Projeto Woranso-Mille). Em junho de 2010, Yohannes publicou um artigo descrevendo Kadanuumuu, um dos espécimes que seu grupo encontrou em Afar.
A pesquisa realizada por Yohannes foi financiada principalmente pela Fundação Leakey. Ele publicou no American Journal of Physical Anthropology and Nature.